# MED30
MED30 (англ. Mediator complex subunit 30) – білок, який кодується однойменним геном, розташованим у людей на короткому плечі 8-ї хромосоми. Довжина поліпептидного ланцюга білка становить 178 амінокислот, а молекулярна маса — 20 277.
| 10         |  | 20         |  | 30         |  | 40         |  | 50         |
| ---------- |  | ---------- |  | ---------- |  | ---------- |  | ---------- |
| MSTPPLAASG |  | MAPGPFAGPQ |  | AQQAAREVNT |  | ASLCRIGQET |  | VQDIVYRTME |
| IFQLLRNMQL |  | PNGVTYHTGT |  | YQDRLTKLQD |  | NLRQLSVLFR |  | KLRLVYDKCN |
| ENCGGMDPIP |  | VEQLIPYVEE |  | DGSKNDDRAG |  | PPRFASEERR |  | EIAEVNKKLK |
| QKNQQLKQIM |  | DQLRNLIWDI |  | NAMLAMRN   |  |            |  |            |

A: Аланін

C: Цистеїн

D: Аспарагінова кислота

E: Глутамінова кислота

F: Фенілаланін

G: Гліцин

H: Гістидин

I: Ізолейцин

K: Лізин

L: Лейцин

M: Метіонін

N: Аспарагін

P: Пролін

Q: Глутамін

R: Аргінін

S: Серин

T: Треонін

V: Валін

W: Триптофан

Кодований геном білок за функцією належить до активаторів. 
Задіяний у таких біологічних процесах, як транскрипція, регуляція транскрипції, ацетилювання, альтернативний сплайсинг. 
Локалізований у ядрі.